# Фёдоровское (Талдомский городской округ)
Фёдоровское — деревня в Талдомском районе Московской области России. Входит в состав сельского поселения Квашёнковское. Население — 17 чел. (2010).

## География
Расположена на севере Московской области, в северо-восточной части Талдомского района, примерно в 29 км к северо-востоку от центра города Талдома, на левом берегу реки Вьюлки (бассейн Волги), у границы с Тверской областью. Связана автобусным сообщением с районным центром и селом Нерль Калязинского района. Ближайшие населённые пункты — село Спас-Угол, деревни Малиновец и Никитское.

## Население
| 1859 | 1888 | 1926 | 2002 | 2006 | 2010 |
| ---- | ---- | ---- | ---- | ---- | ---- |
| 78   | ↗115 | ↘109 | ↘18  | ↘10  | ↗17  |

## История
В «Списке населённых мест» 1862 года Федоровское — владельческая деревня 2-го стана Калязинского уезда Тверской губернии между Дмитровским и Углицко-Московским трактами, в 42 верстах от уездного города, при колодце, с 8 дворами и 78 жителями (40 мужчин, 38 женщин).
По данным 1888 года входила в состав Нагорской волости Калязинского уезда, проживало 20 семей общим числом 115 человек (50 мужчин, 65 женщин).
В 1915 году — в составе Зайцевской волости Калязинского уезда, 29 дворов.
Постановлением президиума ВЦИК от 15 августа 1921 года Зайцевская волость была включена в состав образованного Ленинского уезда Московской губернии.
По материалам Всесоюзной переписи населения 1926 года — деревня Спасского сельского совета Зайцевской волости Ленинского уезда, проживало 109 жителей (42 мужчины, 67 женщин), насчитывалось 22 хозяйства, среди которых 20 крестьянских.
С 1929 года — населённый пункт в составе Ленинского района Кимрского округа Московской области.
Постановлением ЦИК и СНК от 23 июля 1930 года округа как административно-территориальные единицы были ликвидированы. Постановлением Президиума ВЦИК от 27 декабря 1930 года городу Ленинску было возвращено историческое наименование Талдом, а район был переименован в Талдомский.
1963—1965 гг. — Фёдоровское в составе Дмитровского укрупнённого сельского района.
В 1992 году Спасский сельсовет был упразднён, а его территория передана Кошелёвскому сельсовету.
В 1994 году Московской областной думой было утверждено положение о местном самоуправлении в Московской области, сельские советы как административно-территориальные единицы были преобразованы в сельские округа.
1994—2004 гг. — деревня Кошелёвского сельского округа Талдомского района.
Постановлением Губернатора Московской области от 3 июня 2004 года № 106-ПГ Кошелёвский сельский округ был объединён с Ермолинским и Николо-Кропоткинским сельскими округами в единый Ермолинский сельский округ.
2004—2006 гг. — деревня Ермолинского сельского округа Талдомского района.
2006—2009 гг. — деревня сельского поселения Ермолинское Талдомского района.
В 2009 году деревня Фёдоровское вошла в состав сельского поселения Квашёнковское Талдомского района Московской области, образованного путём выделения из состава сельского поселения Ермолинское.